# راکول کاماندر ۱۱۲
راکول کاماندر ۱۱۲ (به انگلیسی: Rockwell Commander 112) یک هواپیمای ساختِ کارخانهٔ راکول اینترنشنال در کشور ایالات متحده آمریکا است. این هواپیما برای نخستین بار در ۴ دسامبر ۱۹۷۰ میلادی مورد استفاده قرار گرفت.